# هکتور بوسک
هکتور بوسک (انگلیسی: Héctor Bosque؛ زادهٔ ۱۶ اوت ۱۹۷۸) بازیکن فوتبال اهل اسپانیا است.